# Domine, quo vadis?
Domine, quo vadis? o Aparición de Cristo a san Pedro en la vía Apia es una pintura de Annibale Carracci, actualmente en la National Gallery de Londres, Reino Unido. Se trata de un óleo sobre madera con unas dimensiones de 77,4 centímetros de alto y 56,3 de ancho. Fue ejecutada hacia 1601-1602.
Se representa aquí la aparición de Cristo a San Pedro en la Vía Appia, según lo relata La leyenda dorada de Jacobo de la Vorágine: después de derrotar a Simón el Mago, san Pedro es liberado y, aconsejado por los cristianos, sale de Roma. En la Via Appia se le aparece Jesucristo, y san Pedro le hace la pregunta que da título al cuadro: Domine, quo vadis? (Señor, ¿dónde vas?), a lo que Jesucristo le responde que va a Roma, a que lo crucifiquen de nuevo. Entonces san Pedro comprende su debilidad y regresa a Roma para encontrarse con el martirio y la muerte. Es, pues, el primer episodio de la pasión de San Pedro. 
Luego de retroceder a Roma fue apresado y encarcelado para posteriormente ser martirizado crucificado de cabeza en una cruz invertida como elección propia en señal de reverencia hacia Jesucristo y su instrumento de tortura (una cruz vertical)
Después de su martirio en el circo de Nerón en la colina vaticana fue sepultado justo debajo de en donde está actualmente la basílica de San Pedro en el Vaticano. En donde hasta el día de hoy se conservan sus restos
En el cuadro se representa a la izquierda a Jesucristo con la Cruz, que señala hacia Roma. A la derecha, la figura de Simón Pedro, con un gesto brusco de retroceso y sobresalto. Es notable la postura escorzada de Cristo con los atributos de la Pasión, a la que compositivamente se opone la figura del apóstol, más pesada y plana. Carracci demuestra, en la aparente simplicidad y claridad estructural del cuadro, así como en el idealismo de los tipos humanos y el paisaje, su conocimiento de la pintura renacentista, y más concretamente su cercanía a los modelos de Rafael.
La finalidad de esta obra es instar a la conversión o bien, como otras pinturas de la misma temática dentro del Barroco, a modo de apologética de la presencia de Pedro en Roma y de las atribuciones que Jesucristo le habría concedido.